# کاخ الجعفریه

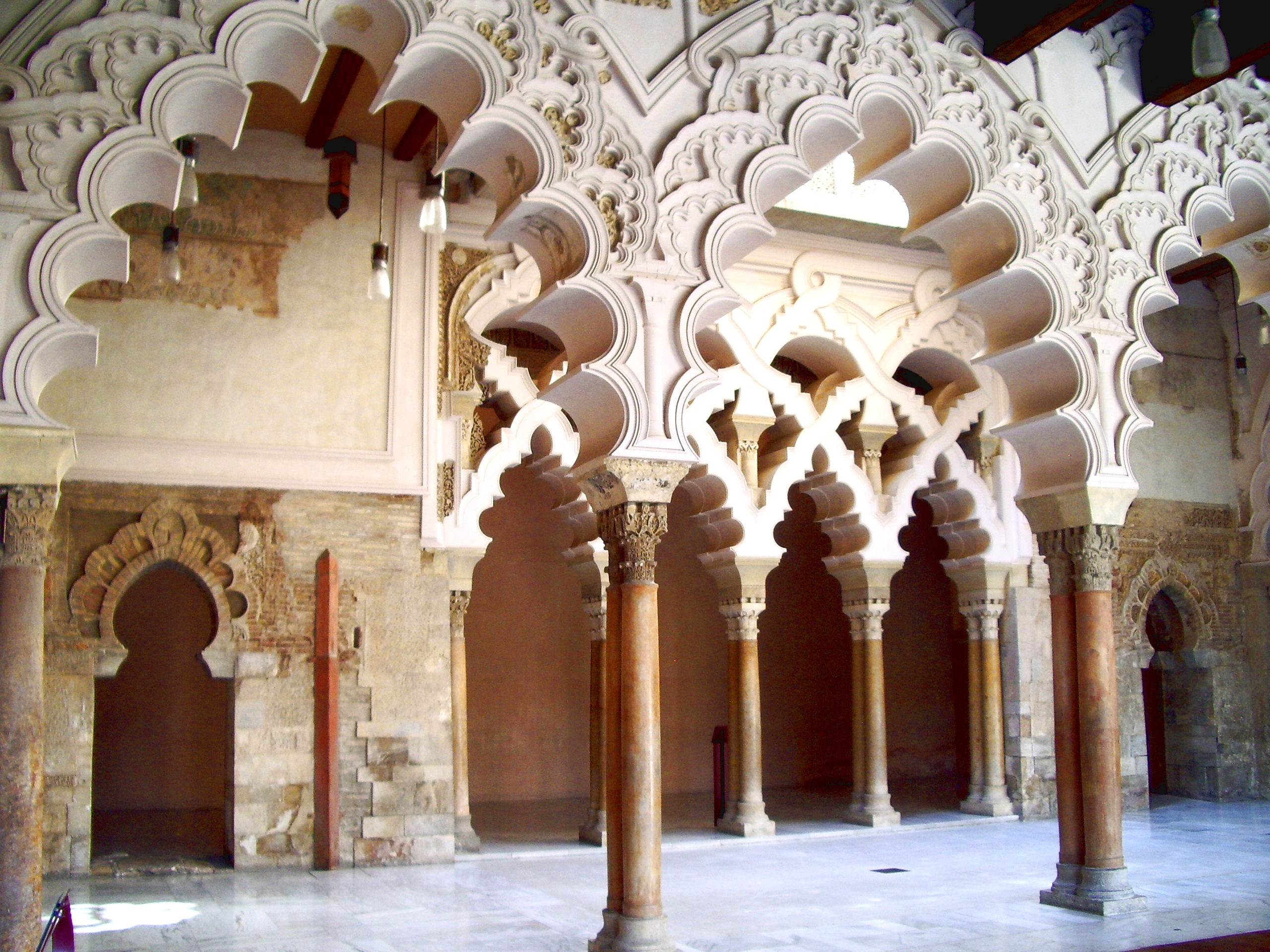
قصر الجعفریه در ساراگوسا

کاخ الجعفریه یا دارالسرور نام کاخی است که در منطقهٔ اندلس کشور اسپانیا واقع شده‌است.

## تاریخچه
دارالسرور احتمالاً نام اصلی کاخ تابستانی بنوهود بود. بانی این کاخ ابوجعفراحمدابن سلیمان ملقب به المقتدربا آن را در اثنای نیمهٔ دوم سدهٔ پنجم ه. ق/یازدهم م. بر سواحل رود ابرودر جانب غرب پایتخت، ساراگوسا(سرقسطه) ساخت نام کنونی آن، الجعفریه از کنیهٔ همین بانی اخذ شده‌است. او نیرومندترین فرمانده در ثغر شمال، و یکی از مهم‌ترین ملوک الطوایف اندلس بود. ابوجعفر علاقه داشت که به خود همچون شاعر، منجم و ریاضی‌دان بنگرد، و از هنرمندان و دانشمندان در کاخ الجعفریه استقبال می‌کرد. ابوجعفر اندکی پیش از مرگ، قلمرو خود را میان پسرانش، که قادر به مقاومت در برابر یورش مرابطون نبودند، تقسیم کرد. در ۵۱۲ ه. ق/۱۱۱۸ م. سرقسطه بار دیگر به دست مسیحیان افتاد. حاکمان جدید این قصر را تصرف کردند، و بسته به سلیقه خود تغییراتی پدید آوردند، ولی این تغییرات جزیی بودند. مرمت‌های سده بیستم بخش‌های گسترده‌ای از الجعفریه را به صورتی که در دورهٔ بنوهود بود، برگرداند.

## ویژگی‌ها
این مجموعه شامل ذوزنقه ای احاطه شده با دیوارهایی قطور از سنگ برش خورده، با برج‌های مدوری است که در، فواصل معینی در طول دیوار قرار گرفته‌اند. برج مستطیل در ضلع شمالی بر ساختملن‌های کاخ تقدم زمانی دارد، حال آنکه برج غربی، که در اصل مدور بوده، بعداً با پوشش سنگ شکل مربع یافته‌است. ورودی میان دو برج مدور در شمال شرقی واقع است. جناح مسکونی و پذیرایی بر محور شمال-جنوب در میانه چهار ضلعی قرار دارد؛ در این حاط استخرهایی است که تصویرهای رواق‌ها و طاق‌ها را منعکس می‌سازند؛ این استخرهابا مجرایی به هم متصل اند. طاقگان‌های روی دیوارهای دراز از بخش‌های الحاقی متاخر است؛ ضاهرا در اصل اینجا هیچ چیز جز اتاق‌های جنبی نداشته‌است. مجموعه ساختمان شمالی شامل اتاق‌های پذیرایی است:تالاری مستطیل، که درازای آن بسی بیش از پهنای آن است (تختگاه سلطنتی) و در طرفین آن دو اتاق کمابیش مربع شکل است، که دسترسی به آن‌ها فقط از تالار، و نه از رواق ممکن است. تالار در جلو، از طریق طاقگانی دو ردیفه و چهار دهانه ای با سه ستون مرکزی، به رواق راه دارد ؛دو در جنبی کوچک در طرفین طاقگان مرکزی واقع است. این ترتیب سه بخشی متشکل از تالار و دو اتاق کوچک در طرفین آن در رواق نیز تکرار می‌شود؛ و بر این اساس رواق نیز به دو دهانه عمود بر محور تالار است. در طرفین حوض، به حالت دو جناح کوشک مانند، نیاز پیدا می‌کند. در مجموعه ساختمان جنوبی همین خصوصیات کلی مجموعه ساختمان شمالی، هرچند به شکلی ساده شده تکرار می‌شوند.
بر ضلع شرقی شمالی ورودی مسجد قرار دارد، مسجد فضایی مربع با نقشه مرکزی است و هشت ضلعی ای در آن محاط شده‌است. سازه‌ای دو طبقه است که ورودی آن، نظیر طاق نمای محراب، با قوس نعل اسبی قاب بندی گشته است.
حجم‌سازی بر وجوه بیرونی قوس نسبت به وجه درونی قوس هم مرکز نیست. محراب دقیقاً به الگوی مسجد قرطبه پایبند است. یک تارمی که بر گرد اتاق می‌چرخد، آن را به طبقات بالا و پایین تقسیم می‌کند و برای طاق نماهای باز و بستهٔ آن هل یک به سه ستون در نظر گرفته شده که قوس‌هایی چند پر بر آن‌ها تکیه دارد.بام اصلی محفوظ نمانده است.

## خصوصیات
جالب توجه‌ترین مشخصهٔ کاخ الجعفریه را می‌توان در نظام‌های قوس‌های متداخل آن دیدکه در اینجا به مرتبه حیرت انگیزی از پیچیدگی می‌رسد. چنین می‌نماید که خود را از هر کارکرد پیش افتادهٔ جنبی رها ساخته و به نقوش تجریدی و به هم تنیده‌ای تحول یافته‌اند که به لحاظ ابعاد و تناسبات، از طاقگان‌های عریض تا عناصر تزیینی ریز نقش در سر ستون‌ها متغیرند. در اینجا نخستین بار قوس‌های مدور و چندپر و قوس‌های نعل اسبی سنتی توسط قوس‌های تیزه دار و قوس‌های مختلط خطی به هم متصل گشته‌اند. بر اثر تقاطع این قوس‌ها با یکدیگر، تنوع بی پایانی از نقوش شبکه‌ای پدید آمده است. در طول اضلاع کوتاه تر حیاط، رج‌های قوس‌ها فقدان عمق در نقشهٔ همکف را جبران کرده‌اند، و به مدد جلوه‌های ناشی از خطاهای باصره معماری بصری ای شبیه به نقاشی پس صحنهٔ نمایش پدید آورده‌اند. این خصوصیت نمایشی، به تعبیری بیانگر وضعیت ملوک الطوایف نیز بود که دعاوی گزافه آمیزشان برای قدرت هیچ مبنای راستینی در قدرت سیاسی حقیقی شان نداشت.

## نگارخانه

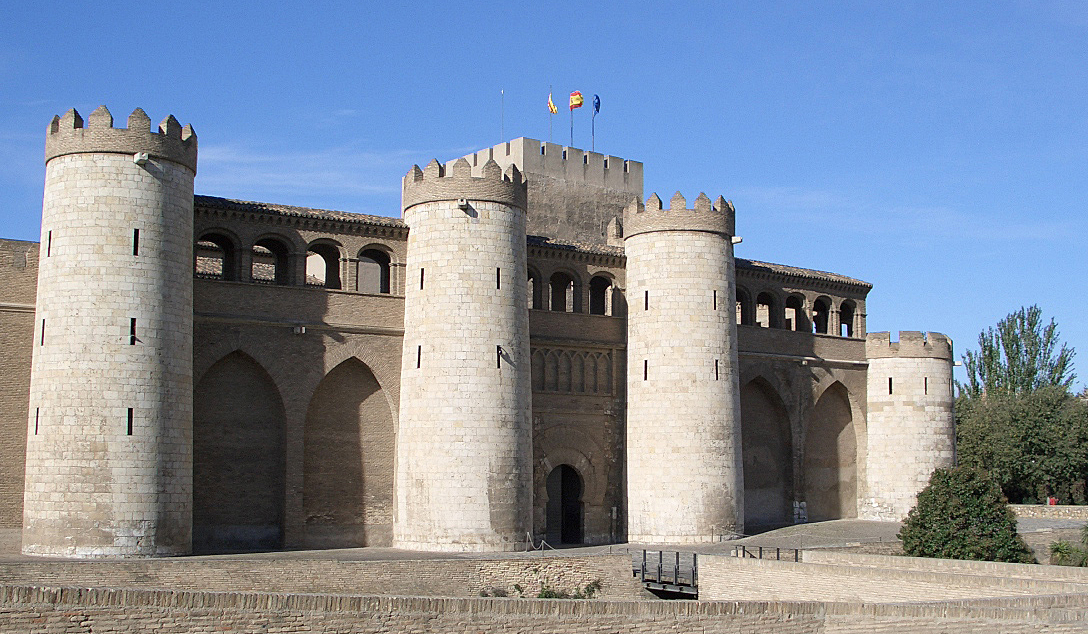
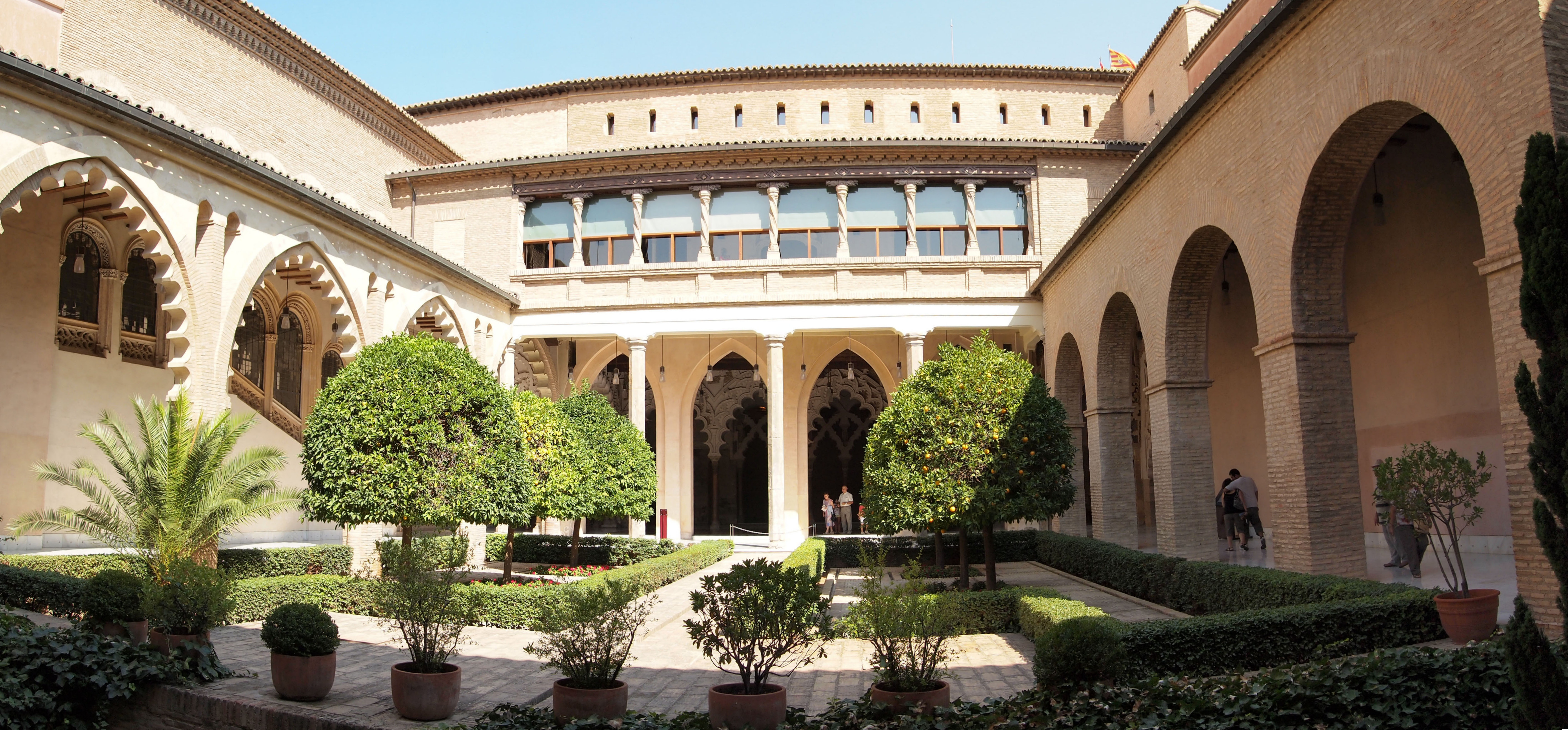
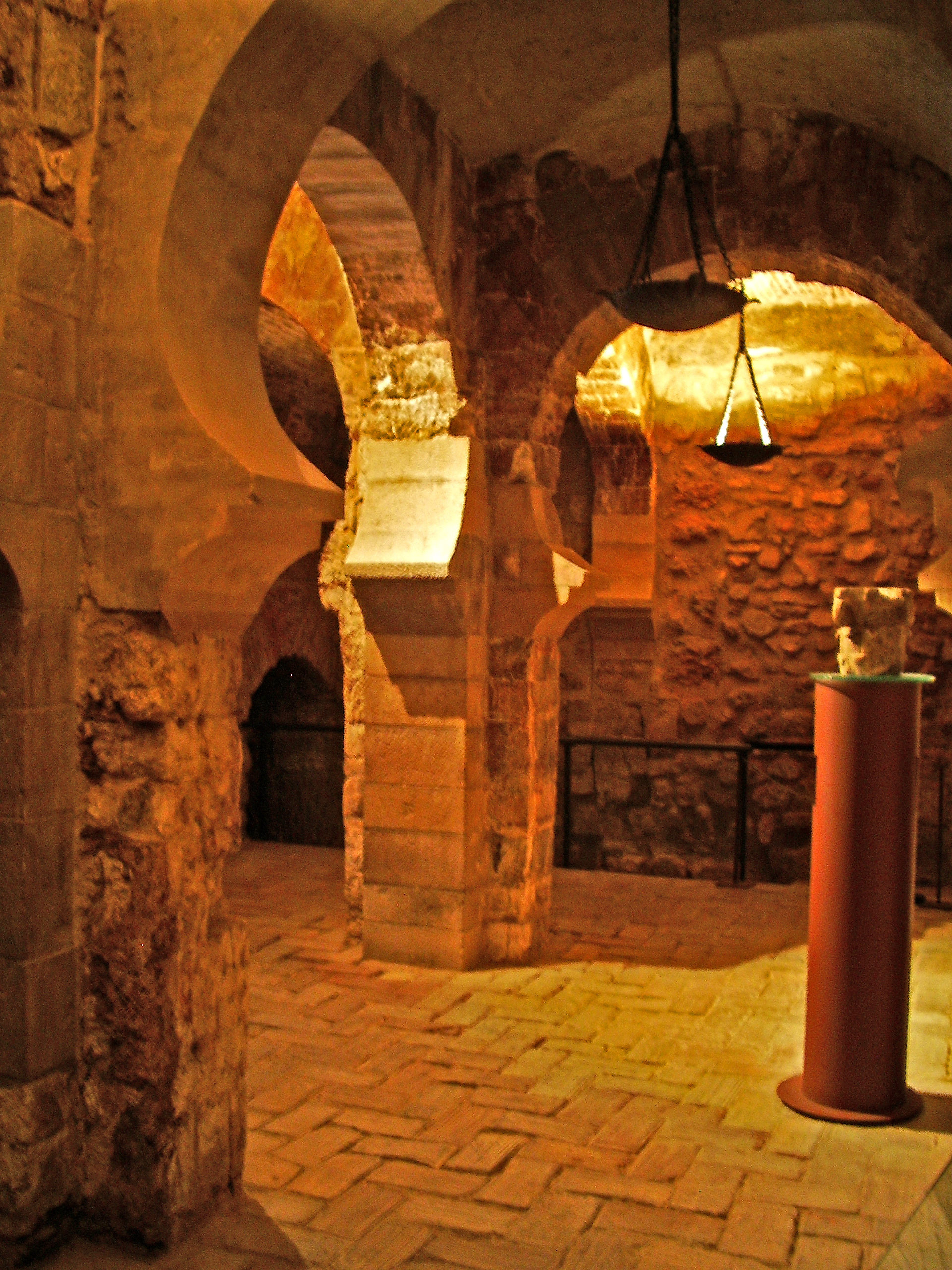
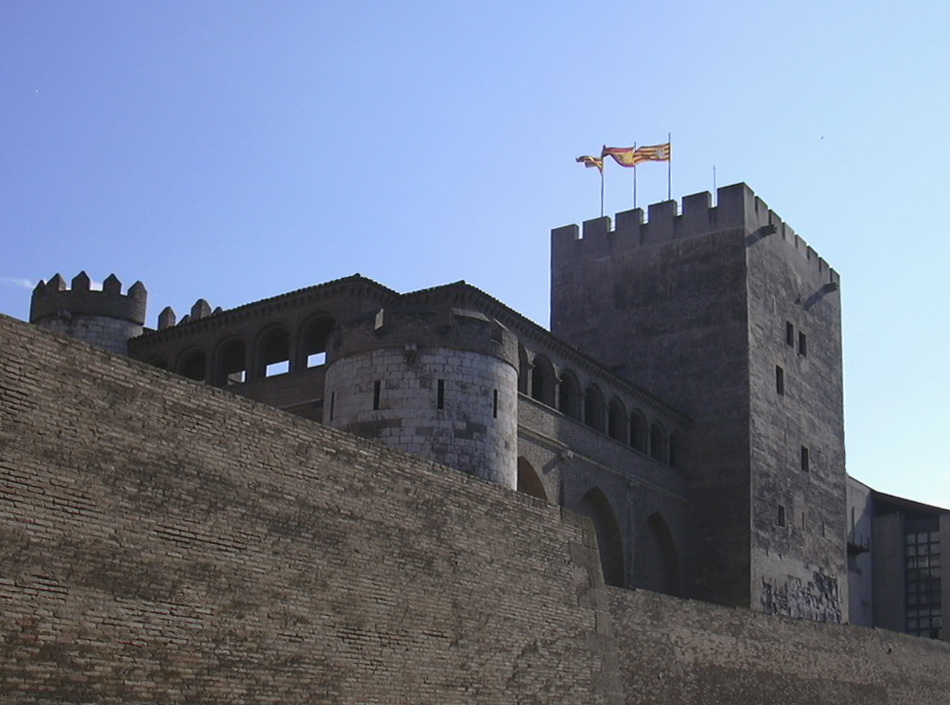